# Markus Wolf
Markus Johannes („Mischa”) Wolf (n. 19 ianuarie 1923, Hechingen, Baden-Württemberg - d. 9 noiembrie 2006, Berlin) a fost un funcționar de stat german, care a condus timp de 34 de ani serviciul de informații externe al RDG (Hauptverwaltung Aufklärung (HVA)) din cadrul Ministerium für Staatssicherheit („Ministerul Securității Statului”) din RDG, cunoscut îndeosebi prin abrevierea MfS (cea oficială) și prescurtarea populară Stasi a cuvântului Staatssicherheit, („Securitatea statului”).

## Originea și studiile
Markus Wolf a fost fiul medicului și scriitorului comunist Friedrich Wolf și fratele regizorului de film Konrad Wolf. După ce Hitler și naziștii au ajuns la puterea în Germania, instituind un regim totalitar, familia Wolf s-a refugiat în același an, 1933, în Elveția apoi în Franța, din cauza statutului politic de activist comunist al scriitorului Friedrich Wolf. 
Friedrich Wolf a renunțat încă din 1913 la apartenența sa la cultul iudaic, iar soția sa, Else Dreiholz, (mama lui Markus Wolf) era germană creștină. Conform normele doctrinare ale iudaismului rabinic ortodox, Markus Wolf și fratele său nu au fost niciodată evrei. Dar, conform normelor legislative rasiale din Germania nazistă (vezi Legile de la Nürnberg promulgate în anii '30), prin care cetățenilor li s-a impus documentul Ahnenpass, „legitimația de descendență”, apartenența la iudaism era invocată pe baza concepțiilor rasiale ale nazismului. Scopul legislației naziste era purificarea rasială ceea ce a dus la o definiție criminală, arbitrară și inumană a iudaismului prin includerea unor persoane care nu erau de proveniență iudaică deplină sau renunțaseră în prealabil la religia mozaică. Legislația rasială a regimului nazist a ignorat dreptul uman minimal de libertate religioasă a omului. Conform legislației rasiale naziste din 1935, Friedrich Wolf ar fi fost clasificat ca „evreu plin” (Volljude), iar fiii săi „jumătate evrei” (Halbjuden), cu toate că nici unul dintre aceștia nu au avut vreodată vreo tangență valabilă cu iudaismul sau cu identitate evreiască. Pentru membrii familiei Wolf, legislația rasială nazistă ar fi putut duce la pierderea multor drepturi cetățenești, dar această eventualitate este o speculație gratuită. Potrivit legilor rasiste naziste (în vigoare în perioada 1935-1945), soții așa-ziși „arieni” din familiile „mixte” germano-evreiești erau de asemeni ținta unui regim de discriminare rasială și anulare de drepturi fundamentale; căsătoriile mixte erau condamnate de ideologia regimului nazist, iar germanii așa-ziși „arieni” clasificați drept „trădători”. În orice caz, familia Wolf a plecat din Germania în 1933, înainte de apariția legilor rasiale de la Nürnberg, astfel încît cea mai plauzibilă eventualitate este că nu au făcut acest lucru din cauza unei legislații inexistente în acel moment, ci din cauza activității comuniste a lui Friedrich Wolf. Naturist convins și autor al unui bestseller numit Die Natur als Arzt und Helfer („Natura ca medic și ajutor”), acesta devenise membru al Partidului Comunist German și candidase din partea acestui partid la alegerile pentru Consiliul municipal din Stuttgart din 1929.
După victoria Aliaților asupra Germaniei naziste și abolirea legilor de la Nürnberg, au dispărut normele legislative care impuneau în mod criminal o identitate și o apartenență religioasă iudaică fictivă și rasială. Odată cu dispariția modalităților criminale naziste de impunere a unei identități religioase fictive, a dispărut eventualitatea ca Markus Wolf să poată fi considerat de apartenență iudaică, fapt care nu a existat niciodată. 
Din Franța, familia Wolf a emigrat în 1934 în Uniunea Sovietică, unde Markus Wolf și fratele său, împreună cu copiii mai multor exilați germanofoni, au urmat școala. Între 1940-1942 Markus Wolf a fost student al facultății de aeronautică din Moscova, apoi a urmat cursurile școlii de partid a Cominternului, instituție refugiată din cauza celui de-al Doilea Război Mondial de la Moscova în Munții Ural.

## Cariera

### Începuturile
În 1943 și-a început activitatea de redactor la Deutscher Volkssender, post de radio în limba germană din Moscova. În 1945 s-a întors în Germania, făcând parte dintr-un grup de activiști comuniști supranumit „grupul Ulbricht” (condus de Walter Ulbricht). A lucrat sub pseudonimul Michael Storm la Berliner Rundfunk, postul de radio înființat în sectorul sovietic al Berlinului, unde a rămas până în 1949. În anii 1945-1946, Wolf a fost acreditat ca reporter la Procesul de la Nürnberg. Între 1949 (anul proclamării Republicii Democrate Germane) și 1951, Markus Wolf a fost „prim consilier” la ambasada RDG în Moscova.

### Anii 1951–1990
Din septembrie 1951, Wolf a participat la dezvoltarea noului serviciu de informații externe (Aussenpolitischer Nachrichtendienst - APN), care se prezenta spre exterior ca institut pentru cercetări în științele economiei. A devenit șef adjunct al secției principale III, contrainformații (Hauptabteilung III (Abwehr)). În 1952, a devenit șeful serviciului de informații APN. În 1953, acest serviciu a fost integrat în Ministerul Securității Statului (Ministerium für Staatssicherheit - MfS) cu denumirea 
Hauptabteilung XV (Auslandsaufklärung) („secția principală 15, informații externe”). În 1956, serviciului i-a fost scurtat numele Hauptverwaltung Aufklärung. Șeful serviciului, Markus Wolf, a fost avansat la rangul de general-maior și, în calitate de șef al spionajului, era totodată prim-adjunct al ministrului Securității statului, Ernst Wollweber, apoi Erich Mielke. În 1974, Markus Wolf a fost decorat cu Ordinul Karl Marx.
Abia în 1979, serviciul de informații externe al Republicii Federale Germania a putut să-l identifice pe Wolf pe o fotografie făcută de serviciul suedez de informații. În momentul fotografierii pe ascuns, Wolf se afla ca turist la Stockholm. Cel care l-a identificat a fost un fost locotenent-major al serviciului est-german condus de Wolf. Până în acel moment, serviciile occidentale nu dețineau o fotografie mai recentă decât cele de până în anii '50 - ceea ce îi adusese lui Wolf porecla „omul fără față”.
În 1986, Wolf a devenit general-colonel, dar a fost eliberat din funcții la cererea sa. În noiembrie al aceluiași an a avut loc, Wolf a încetat să mai facă parte din MfS (Ministerul Securității Statului). Și-a început activitatea scriitoricească. Prima carte publicată este întitulată Die Troika (Troica).
La 4 noiembrie 1989, Markus Wolf a participat la o mare demonstrație organizată în centrul Berlinului răsăritean (Alexanderplatz, „piața Alexandru”), unde a ținut o cuvântare în fața mulțimii, pronunțându-se în favoarea unor mari reforme, care au fost cerute de manifestanți. A cerut totodată apreciere și respect pentru lucrătorii MfS, dar mulțimea l-a fluierat și huiduit. Wolf nu a mai avut vreo șansă pentru o a doua carieră, în calitate de politician reformist, în cadrul Partidului Unității Socialiste (PUS).

### După 1990
A respins o ofertă din partea Agenției Centrale de Informații, CIA, de a-l feri în Statele Unite ale Americii de eventuala urmărire penală germană în schimbul informațiilor secrete.
Cu șase zile înaintea reunificării celor două state germane, Markus Wolf a părăsit Germania, și cu ajutorul KGB-ului s-a refugiat la Moscova, tranzitând Austria. Aflase că urma să fie arestat în Germania. După eșecul puciului sovietic împotriva președintelui URSS Mihail Gorbaciov, Wolf s-a reîntors în Austria, unde a cerut azil politic. Când azilul a fost respins, autoritățile austriece l-au dus la frontiera austro-germană de la Bayerisch Gmain, unde a fost preluat de către autoritățile germane.
În 1993, tribunalul regional Düsseldorf l-a condamnat pe Markus Wolf pentru trădare de patrie și luare de mită la o pedeapsă privativă de libertate de șase ani. Curtea constituțională a RFG a anulat capul de acuzare, trădare de patrie, motivând aceasta prin recunoașterea principiului că activitatea de spionaj în serviciul statului suveran Republica Democrată Germană a fost desfășurată în conformitate cu legislația acestui stat.
În 1996, Wolf a solicitat o viză de intrare în SUA, pentru a putea participa la festivitatea lansării pe piață a Memoriilor sale, publicate de editura Random House, și pentru a vizita un alt frate, cu care nu se mai văzuse din anii '30. Autoritățile americane i-au respins cererea, motivând că Wolf a avut un „trecut terorist”. În tot restul vieții, nu i-a fost permisă intrarea pe teritoriul american.
În 1997, Wolf a fost condamnat la doi ani închisoare cu suspendarea pedepsei, sub acuzația de răpire de libertate, vătămare corporală etc. în patru cazuri. În același an, Wolf a fost convocat să se prezinte ca martor într-un proces de spionaj pus pe rol împotriva unui politician social-democrat. Întrucât Wolf a refuzat să depună mărturie, a fost ținut trei zile în arest preventiv.
În ultimii ani ai vieții, Markus Wolf a domiciliat în Berlin, unde a încetat din viață la 9 noiembrie 2006. La sfârșitul aceleiași luni, urna lui Wolf a fost depusă în mormântul fratelui său Konrad, din cimitirul central civil Friedrichsfelde de la Berlin.